# Mirosław Bulzacki
Mirosław Andrzej Bulzacki (født 23. oktober 1951 i Łódź, Polen) er en tidligere polsk fodboldspiller (forsvarer).
Bulzacki spillede størstedelen af sin karriere hos ŁKS Łódź i sin fødeby, hvor han var tilknyttet i 14 sæsoner. Han spillede desuden 23 kampe for det polske landshold. Han var med i truppen til VM i 1974 i Vesttyskland, hvor polakkerne vandt bronze, men kom dog ikke på banen i turneringen.